# Sabina Müller
Sabina Müller (* 30. August 1968 in Dortmund-Benninghofen) ist eine deutsche Politikerin (SPD). Sie ist seit 2020 hauptamtliche Bürgermeisterin der nordrhein-westfälischen Stadt Fröndenberg/Ruhr.

## Leben
Sie besuchte das Dortmunder Max-Planck-Gymnasium. Nach ihrem Abitur 1987 studierte sie bis 1990 Anglistik und Geographie an der Ruhr-Universität Bochum und machte danach eine Ausbildung zur Steuerfachangestellten. In diesem Beruf arbeitete sie bis 2004 in einer Kanzlei und ab 2008 als selbstständige Buchhalterin. Von 1996 bis 2004 war sie ehrenamtliche Leiterin einer Beratungsstelle eines Lohnsteuerhilfevereines.
Im Jahre 1992 trat sie der SPD bei. In den Fröndenberger Stadtrat wurde sie 2009 gewählt. Dort war sie seit 2018 Fraktionsvorsitzende.

## Bürgermeisterin
Bei der Bürgermeisterwahl 2020 lag sie mit 29,46 Prozent der gültigen Stimmen bei einer Wahlbeteiligung von 56,05 Prozent hinter dem Kandidaten der CDU. Die Stichwahl zwei Wochen später konnte sie aber mit 60,09 Prozent der gültigen Stimmen bei einer Wahlbeteiligung von 43,38 Prozent gewinnen. Sie übernahm damit das Amt von Friedrich-Wilhelm Rebbe (SPD), der seit 2009 Bürgermeister war und nicht mehr antrat.